# الحصان العربي السوري
الحصان العربي السوري هو نوع من سلالات الخيول العربية الأصيلة الموجودة في سوريا. يتمتع الحصان السوري بوقفة أنيقة وهو قوي وشديد الصلابة. سجل أكثر من 35 000 عينة من هذا الحصان القوي في عام 1989، ولكن من المحتمل أن السلالة قد عانت من الحرب الأهلية السورية.

## تاريخ
الحصان السوري موجود في سوريا منذ مئات السنين. ويعتبر منحدراً مباشرة من سلالة الخيول العربية الأصيلة وهو أيضًا من أصل عربي خالص. وقد سمي الحصان العربي السوري بهذا الاسم نسبة لاسم منطقته الأصلية سوريا. ومع ذلك فإن المظهر يختلف قليلاً عن الحصان العربي فالحصان السوري لديه بعض السمات الشبيهة بالخيل التركماني أخالتيكي، ولكن قد يكون ذلك أيضا بسبب الاختلافات في التربية والبيئة التي تطور فيها الحصان السوري.
ويشير الإحصاء الوحيد الموثق في قاعدة بيانات DAD-IS لعام 1989 إلى وجود 36.927 حصاناً تنتمي إلى هذه السلالة في جميع أنحاء سوريا. ويمتطي البدو المحليون هذه الخيول بشكل عام. من المحتمل أن الحرب الأهلية السورية أهلكت السلالة. من بين 8500 حصان عربي مسجل لدى الواهو في عام 2011، من المرجح أن الصراع أدى إلى فقدان 3000 منها. وقد أنشئت مؤخراً دار لرعاية الخيول المتضررة من الحرب في دمشق.

## الوصف
يسجل DAD-IS ارتفاع 1.52 مترًا للإناث و1.55 مترًا للذكور. لقد تكيف الحصان العربي السوري مع البيئة الحيوية شبه الصحراوية لبلده الأصلي، ويقدم نموذجًا لحصان سرج خفيف. وهو من النوع العربي، لكنه أكبر حجما وريفي، ورأسه أكثر خشونة. الجلد والشعر ناعمان وحريريان. يقدر الوزن عند الولادة 32 كجم. تعتبر هذه الخيول نبيلة ومعبرة. ويتمتع الحصان السوري بطابع شرقي مميز يحمل الكثير من السمات العربية. الرأس ذو أطراف دقيقة وأنف منتفخ قليلاً إلى ال ضيق. ومع ذلك، فإن الحصان السوري ليس جذابا مثل الحصان الاني ولكن لديه رقبة منحنية قليلا وظهر ضيق ولا أن الرقبة ناقصة البناء قليلاً، مما قد يدل على اختلاط اللسورية بالخيول اخيول التركمانية أو الشالتكير .
أما الحصان السوري، من ناحية أخرى، فهو قوي ومتين مثل العرب، وهو قوي ومتين في نفس الوقت. إنه يتكيف بشكل جيد مع المناخ الجاف ويمكنه تحمل الحرارة الشديدة والبرد الشديد. كما أن الخيول السورية تتغذا بشكل جيد على الأعلاف الفقيرة بالبروتينات. تعتبر الخيول خيول ركوب ممتازة وتتمتع بموقف أمامي جيد، على الرغم من أنها قد تكون في بعض الأحيان سريعة الغضب إلى حد ما. ويتراوح ارتفاعه عند الكاهل بين 142 و151 سم. غالباً مايكون لون الحصان العربي السوري رماديًا أو كستنائيًا، ومن المعروف أن هذه السلالة نشطة، ومقاومة، وطول العمر جيد. يُظهر العرب السوريون تنوعًا وراثيًا ممتازًا وتغايرًا جيدًا.
يتم ركوب هذه الخيول بشكل تقليدي، خاصة في سباقات السرعة أو سباقات التحمل. ويخدمون في رياضات الفروسية المختلفة.

## الانتشار والتكاثر
وتختص السلالة بسوريا والتي تعتبر من الدول الرئيسية لتربية الحصان العربي. تعتبر الدراسة التي أجرتها جامعة أوبسالا عام 2010 أن الحصان العربي السوري هو سلالة خيول آسيوية محلية، وهي غير مهددة بالانقراض. من ناحية أخرى، يشار إلى مستوى التهديد الخاص به على أنه غير معروف في DAD-IS (في عام 2018).